# Далматов, Иван Петрович
Иван Петрович Далматов (20 августа (2 сентября) 1905 года, Вятская губерния, Российская империя — 1968 год, Москва, РСФСР, СССР) — советский и учёный-педагог, ректор Московского государственного педагогического института (1960-1963).

## Биография
Родился 20 августа (2 сентября) 1905 года в Вятской губернии, в семье сапожника.
В 1924 году — окончил педагогический техникум и работал учителем в сельской школе.
В 1928 году — окончил Вятский педагогический институт, затем работал преподавателем в мелиоративном техникуме и ветеринарно-зоотехническом институте в Вятке.
С 1935 по 1940 годы — преподавал философию в Горьковском педагогическом институте.
С 1940 по 1942 годы — лектор, а затем заместитель заведующего отделом пропаганды и агитации Горьковского обкома ВКП (б), в 1942 году — был избран секретарем Вологодского обкома партии.
В 1945 году — переведен в аппарат ЦК ВКП(б) — на должность заместителя заведующего отделом школ.
В январе 1947 — назначен заместителем председателя Совета Министров РСФСР.
С 1947 по 1951 годы — избирался депутатом Верховного Совета РСФСР II созыва.
С 1949 по 1951 годы — учился в аспирантуре Академии общественных наук при ЦК КПСС, защитив диссертацию на соискание ученой степени кандидата философских наук.
С 1951 года и до конца своей жизни работал в Московском государственном педагогическом институте имени В. И. Ленина, где занимал должности доцента, профессора, заведующего кафедрой философии, в 1960 году — стал директором (в этот период происходило укрупнение института: к нему был присоединен Московский городской педагогический институт имени В. П. Потемкина), а в 1961 году — ректором института, пост которого занимал до марта 1963 года (освобожден от должности по личной просьбе), в дальнейшем оставаясь заведущим кафедрой философии.
Иван Петрович Далматов умер в 1968 году, похоронен в колумбарии Новодевичьего кладбища.

## Награды
- Орден Трудового Красного Знамени